# Efrat Dor

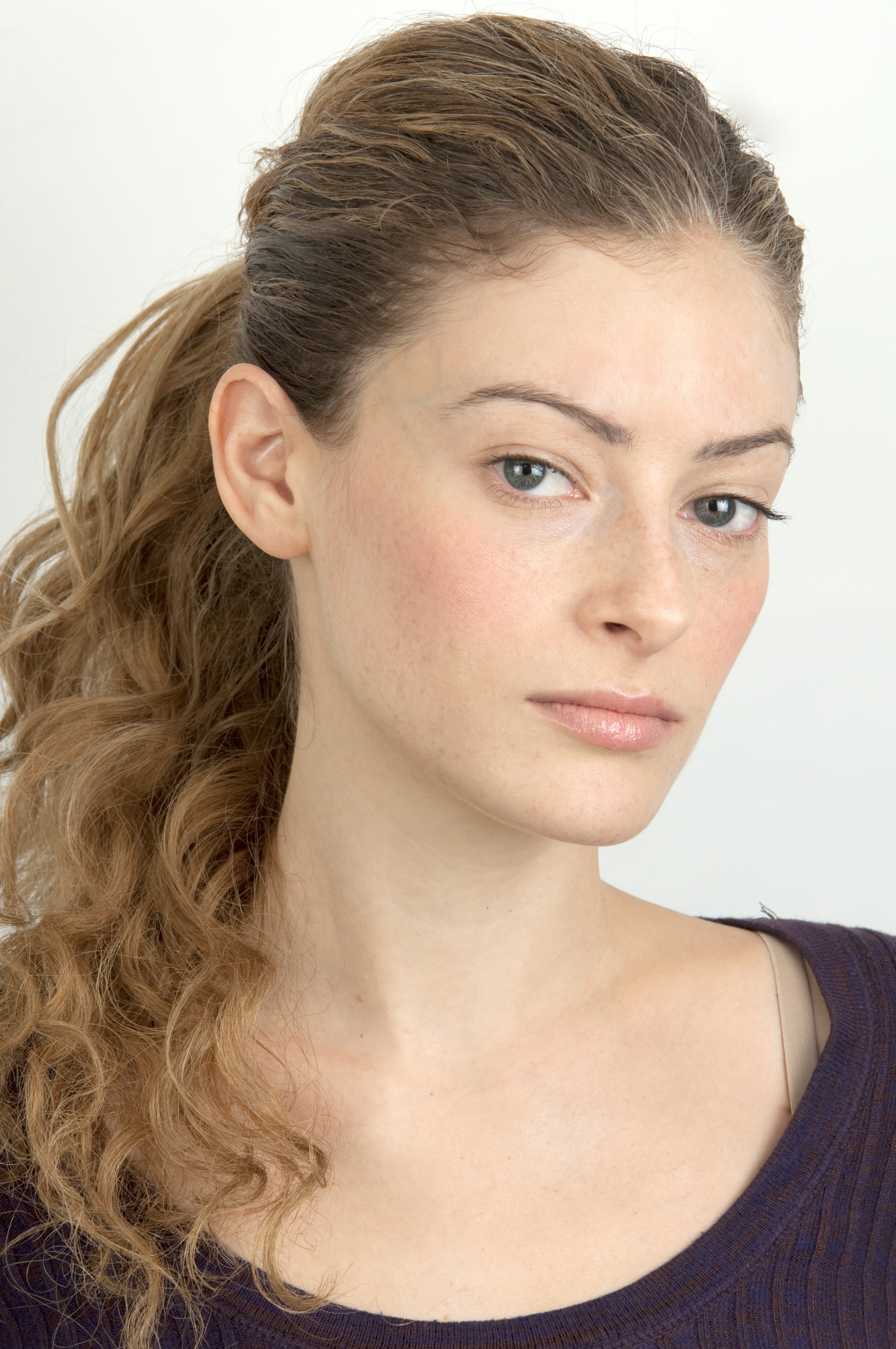
Efrat Dor (2012)

Efrat Dor (hebräisch אפרת דור; * 6. Januar 1983 in Beʾer Scheva, Israel) ist eine israelische Schauspielerin.

## Leben und Karriere
Dor wurde am 6. Januar 1983 in Beʾer Scheva als Tochter aschkenasischer Juden geboren. Sie wuchs in der Stadt Omer auf. Die Familie ihrer Großmutter wurden während des Holocaust von den Nazis getötet.
Dor besuchte die Eshel Ha'Nasi High School. Anschließend studierte sie an der Beit Zvi. Später setzte sie an der Lee Strasberg Theatre and Film Institute fort.
Ihr Debüt gab sie 2009 in dem Film Phobidilia. Von 2010 bis 2011 war sie in der Fernsehserie Asfur zu sehen. Zwischen 2011 und 2015 bekam Dor in der Serie Achat Efes Efes die Hauptrolle. 2017 spielte sie in dem Film Die Frau des Zoodirektors die Hauptrolle. Außerdem trat sie 2018 in Holy Lands auf. Zudem wurde sie für die Rolle der Eva McCulloch in der zweiten Hälfte der sechsten Staffel von The Flash besetzt.

## Filmografie (Auswahl)
Filme
- 2009: Phobidilia
- 2017: Die Frau des Zoodirektors (The Zookeeper’s Wife)
- 2017: And Then She Arrived
- 2018: Holy Lands
- 2019: Mossad
- 2025: Yes

Serien
- 2009–2010: Meorav Yerushalmi
- 2010–2011: Asfur
- 2011: Timrot Ashan
- 2011–2015: Akhat Efes Efes
- 2014–2015: Mermaids
- 2016: Ha-Hamama
- 2017–2018: Greenhouse Academy
- 2019: Sneaky Pete
- 2019–2022: Mayans M.C.
- 2020–2021: The Flash